# Montcaret
Montcaret (okzitanisch Mont Caret) ist eine südwestfranzösische Gemeinde mit 1405 Einwohnern (Stand 1. Januar 2022) im Département Dordogne in der Region Nouvelle-Aquitaine.

## Lage
Montcaret liegt in einer Höhe von etwa 35 Metern ü. d. M. im Westen des Départements Dordogne. Die nächstgelegene größere Stadt ist das etwa 38 Kilometer (Fahrtstrecke) östlich gelegene Bergerac, der Hauptort des Arrondissements. An der östlichen Gemeindegrenze verläuft das Flüsschen Estrop.

## Bevölkerungsentwicklung
| Jahr      | 1962 | 1968 | 1975 | 1982 | 1990 | 1999 | 2006 | 2017 |
| Einwohner | 1062 | 1045 | 1037 | 1071 | 1099 | 1211 | 1343 | 1455 |

Auch im 19. Jahrhundert hatte die Gemeinde meist um die 1000 bis 1200 Einwohner.

## Wirtschaft
In früheren Zeiten lebten die Einwohner der Gemeinde als Selbstversorger von der Landwirtschaft, zu der auch der Weinbau und ein wenig Viehwirtschaft gehörten. Bereits seit mittelalterlicher Zeit wurde ein Teil des in der Gegend produzierten Weines in Fässern und auf Flößen oder Lastkähnen über die Dordogne und die Häfen an der Gironde nach England verschifft. Die Böden des Gemeindegebietes gehören heute zum Weinbaugebiet Montravel, doch spielt auch die Vermietung von Ferienwohnungen (gîtes) eine wichtige Rolle im Wirtschaftsleben der Gemeinde.

## Geschichte

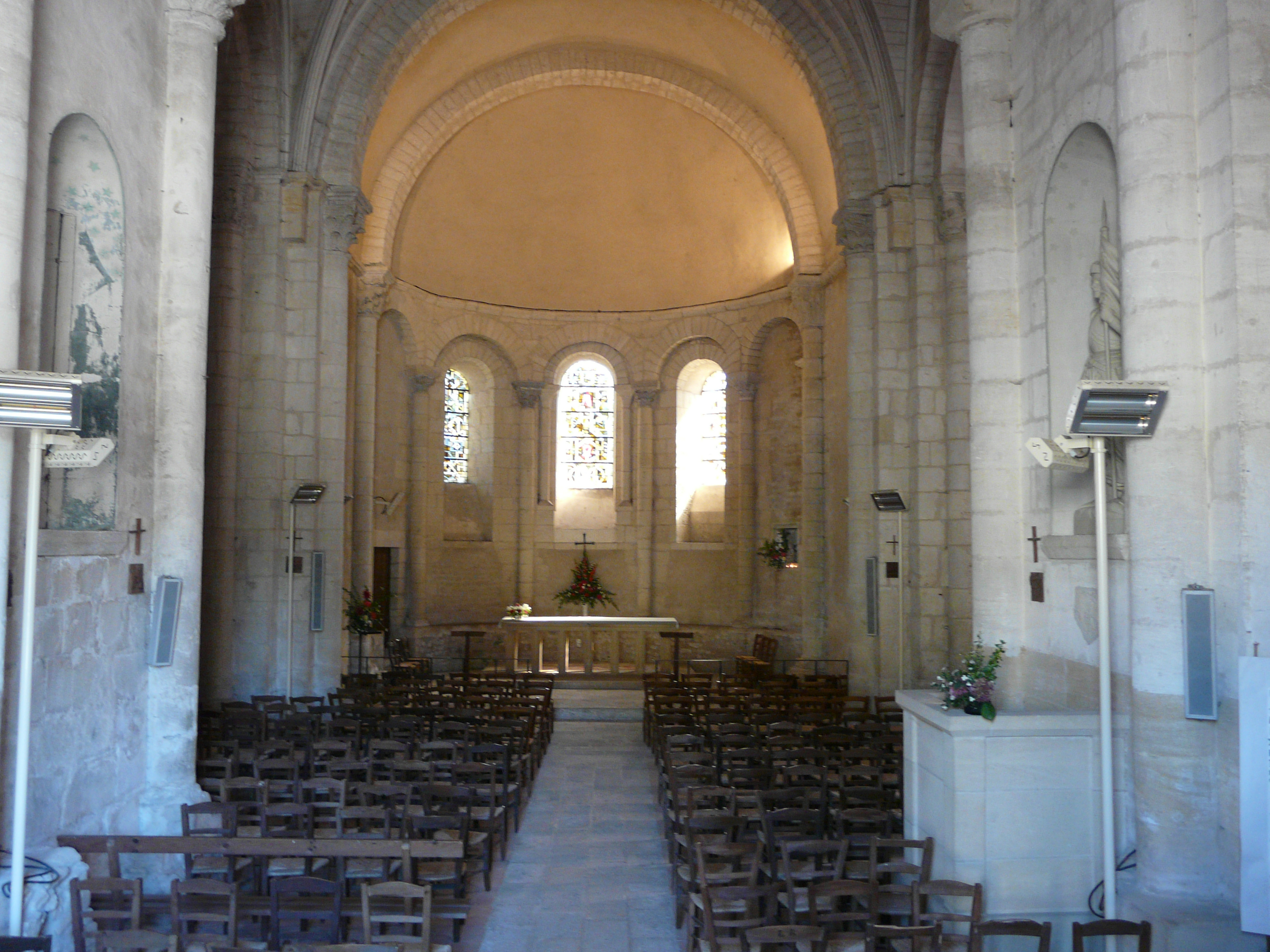
Église Saint-Pierre-ès-Liens

Im 1. Jahrhundert n. Chr. entstand ein großes römisches Landgut (villa rustica), das im 4. Jahrhundert neugebaut und bis ins 5. Jahrhunderts genutzt wurde. Ein Benediktinerkloster entstand in merowingischer Zeit. Die erste urkundliche Erwähnung des Ortes unter dem Namen Mons Caretus stammt aus dem Jahr 1081. Um die Mitte des 15. Jahrhunderts etablierte sich der protestantische Glaube auch in den ländlichen Regionen im Südwesten Frankreichs. Gleich zu Beginn der Hugenottenkriege (1562–1598) geriet auch Montcaret in den Strudel der Auseinandersetzungen. Trotz des von Heinrich IV. im Jahr 1598 erlassenen Edikts von Nantes brachen die religiös motivierten Unruhen nach der Ermordung des Königs (1610) erneut aus. Am 22. Februar 1622 wurde der Ort von den Soldaten Ludwigs XIII. unter der Führung des Herzogs von Elbeuf eingenommen und verwüstet; viele Frauen wurden vergewaltigt und viele Männer getötet.

## Sehenswürdigkeiten
- Zu den bedeutendsten Sehenswürdigkeiten Frankreichs aus römischer bzw. gallorömischer Zeit gehören die in den 1920er bis 1940er Jahren freigelegten, etwa 4000 Quadratmeter umfassenden Ruinen einer römischen Villa. Insbesondere sind zu erwähnen mehrere geometrische Boden- und Wandmosaike sowie ein in quadratische Felder unterteiltes Mosaik mit der Darstellung von Fischen, die heute allesamt in einem kleinen Museum untergebracht sind. Der Ausgrabungskomplex wurde im Jahr 1926 als Monument historique[2] anerkannt.
- Die Apsis der mitten in die Ruinen der römischen Villa hineingebauten Pfarrkirche (Église Saint-Pierre-ès-Liens) entstammt in Teilen noch dem 11. Jahrhundert, wobei Steine der Villa wiederverwendet wurden. Nach Zerstörungen im Hundertjährigen Krieg (1337–1453) und in den Religionskriegen (1562–1598) blieb die Kirche jahrhundertelang als Ruine stehen, bis sie im 19. Jahrhundert in neoromanischem Stil wiederaufgebaut wurde. Das Innere der Apsis zeigt mehrere als Spolien wiederverwendete römische Kapitelle. Der Bau wurde im Jahr 1913 als Monument historique[3] anerkannt.

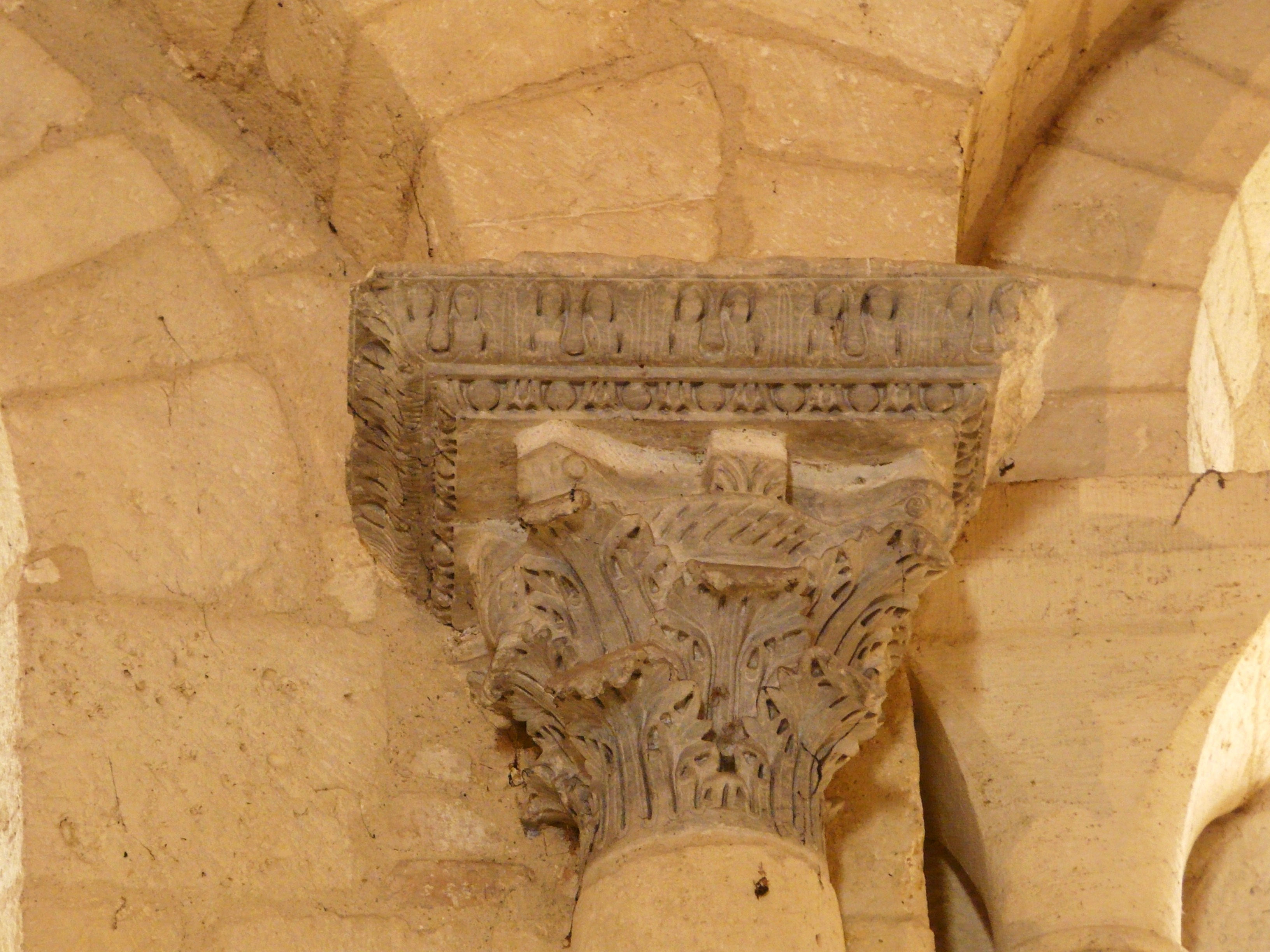
Römisches Kapitell
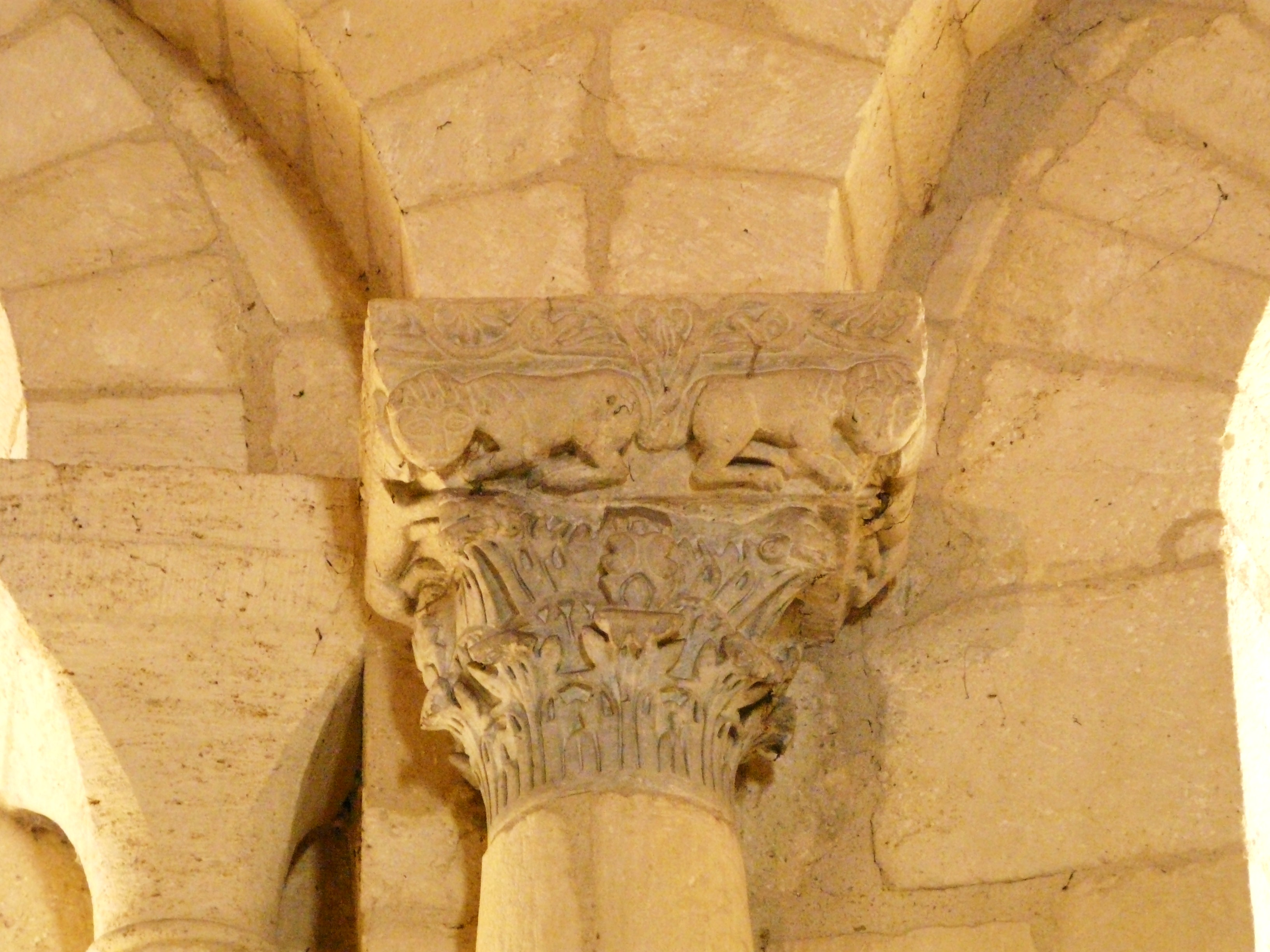
Römisches Kapitell mit ‚primitiven‘ Löwen
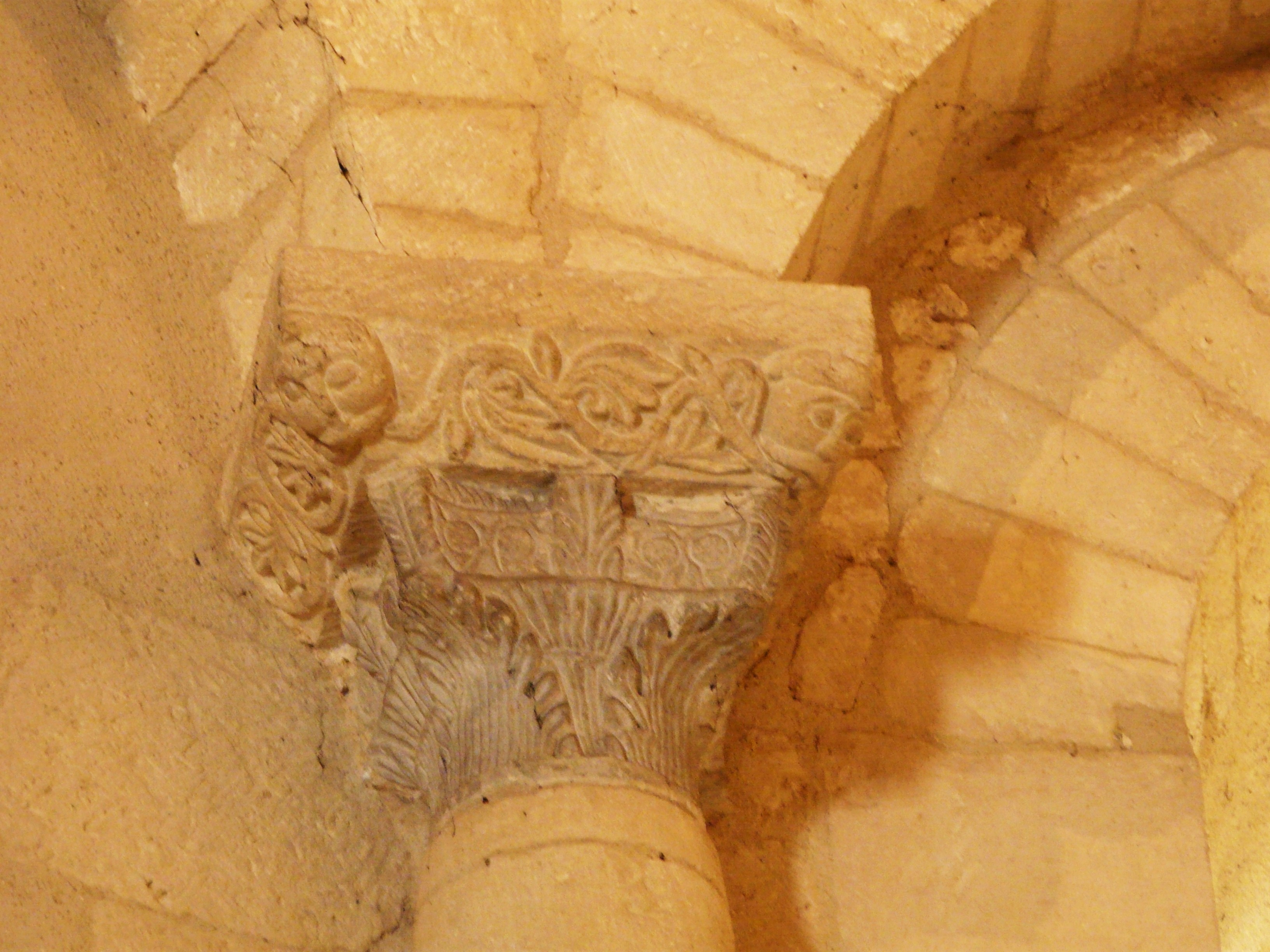
Römisches Kapitell mit romanischer Kämpferplatte
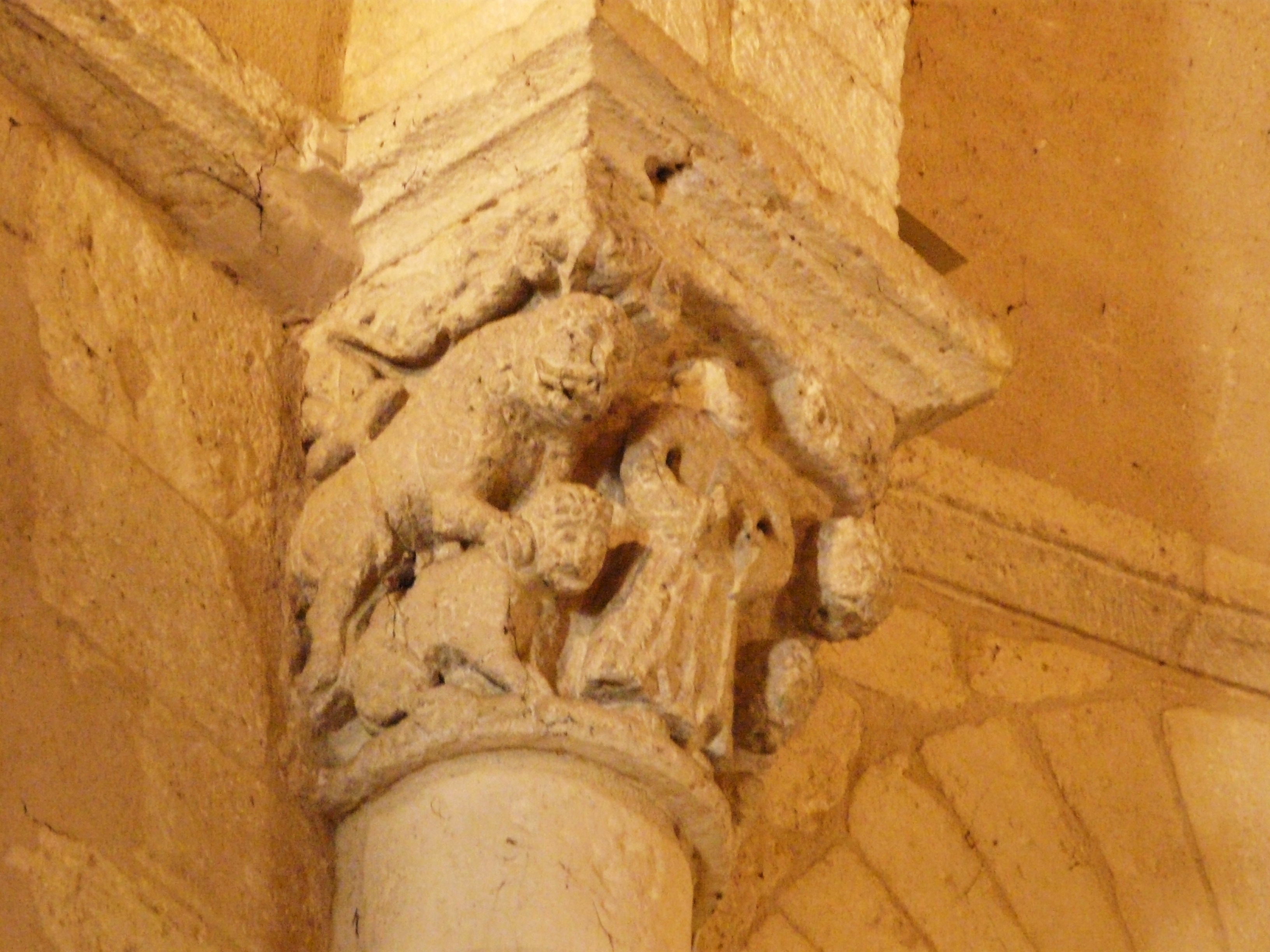
Daniel in der Löwengrube (?)

- Die protestantische Kirche des Ortes (temple) wurde – nach der Wiederzulassung des Kultes im Jahr 1803 – im Jahr 1822 in einem umgebauten Siedlerhaus untergebracht.
- In der Umgebung des Ortes finden sich mehrere Windmühlenstümpfe, Taubenhäuser etc. (→ Weblink)